# Jasper Posson
Jasper Posson is een Vlaamse comedian uit Antwerpen. Hij zette zijn eerste stappen in comedycafé The Joker van Fokke Vandermeulen in 2010. Vlak voor de coronapandemie gaf Posson zijn job op als programmator in een cultuurcentrum in Brecht om voltijds comedian te worden.
In 2017 won hij de Lunatic Comedy Award waarna hij samen met Seppe Toremans in de theaters dook met de show 'Even Voorstellen'. Een jaar later was hij finalist in Humo's Comedy Cup 2018. Hij verzorgde de voorprogramma's van onder andere Alex Agnew, Michael Van Peel & Philippe Geubels. In het najaar van 2022 maakte hij zijn debuut met een eigen avondvullende show met de naam 'Vastbenoemd'.
Naast stand-upcomedy werkte Posson ook mee achter de schermen aan televisieprogramma's als Taboe, Vrede op aarde, Geubels en de Hollanders en De Slimste Mens ter Wereld. Zijn debuut op televisie was in 2020 bij Is er een dokter in de zaal?.